# Яловщина (лесопарк)
Яловщина или Еловщина (укр. Ялівщина) — лесное урочище и лесопарк, региональный ландшафтный парк (с 2014 года), расположенный на территории Деснянского района Чернигова; крупнейший природный комплекс внутри жилой застройки Чернигова. Является местом отдыха горожан, проведения эколого-просветительской работы и экологического воспитания. Площадь урочища — 110 га, РЛП — 168,7 га.
На территории регионального ландшафтного парка и в том числе прибрежной зоне реки Стрижень запрещены любая хозяйственная деятельность и в том числе ведущая к повреждению природных комплексов. Создан с целью сохранения, охраны и использования в эстетических, воспитательных, природоохранных, научных и оздоровительных целей наиболее ценных экземпляров природы. Установлены информационные щиты-указатели.
В границах РЛП расположены заказник Яловщина (площадь 6,2 га) и памятник природы Сосна Василия Ялоцкого (площадь 0,01 га).
Бо́льшую часть урочища занимает территория комплекса археологических памятников «Яловщина», состоящий из 8 объектов. Городище «Яловщина» (2-1 тыс. до н. э., 12-13 века) является памятником археологии национального значения, согласно Постановлению Кабинета Министров Украины от 03.09.2009 № 928.
На территории кладбища «Яловщина» (Ветеринарная (Маресьева) улица) расположены памятник истории вновь выявленный «Братская могила жертв нацизма» (1969) под охранным № 34 и памятник истории местного значения «Могила воина-интернационалиста Брыля» (Бриль О. О.) (1989) под охранным № 3204; оба без охранной зоны.

## История
Первое летописное упоминание о местности датируется 13 июня 1672 года, когда своим универсалом гетман Демьян Многогрешный подтвердил В. Ф. Яловицкому право на владение мельницей на реке Стрижень. Именно от фамилии владельца и пошло название местности. На территории лесопарка Еловщина были найдены поселения эпохи бронзы, ранней железной, киевского типа, волынцевско-киевского типа и древнерусские.
На протяжении 1890-х годов в Яловщине были высажены древесные культуры, в частности сделаны посадки дуба, сосны, ели, ирги, березы, черемухи и многие другие виды деревьев, кустарников и травянистых растений.
После Великой Отечественной войны совхоз «Деснянский» высадил в Яловщине фруктовые деревья, а также липу, берёзу, тополю, белую акацию и прочие. 

### Ботанический сад
На основе древесно-кустарниковых насаждений в 1944 году на заседании Черниговского облисполкома слушался вопрос об организации на территории Яловщины государственного ботанического сада общей площадью 250 га. Согласно постановлению исполнительного комитета Черниговского областного совета, 27 мая 1945 года был создан Черниговский областной ботанический сад. Под сад была выделена территория на северо-восточной окраине Чернигова на левом берегу реки Стрижень в урочище Яловщина. Часть выделенного участка (43 га) была занята сосновыми и частично березовыми насаждениями. Сосновые насаждения датируются 1924 годом, а березовые — 1936-1938 годами.
Главной задачей ботанического сада была работа над изучением флоры Полесья с целью её обогащения путем внедрения новых, экзотических, ценных пород и разработки практических способов улучшения культуры местных пород, в первую очередь лесных. Предполагалось в лесопитомнике выращивать посадочный материал для распространения его в пределах области. На песчаных, не покрытых древесной растительностью, участках отведенной территории проектировали заложить показательные участки по закреплению песков, оврагов, по освоению песков путём создания виноградников, на пойменных участках планировалось высадить водоохранный пойменный лес, среди которого планировалось разместить научно-исследовательскую базу ботсада, дендрарий, оранжереи, опытные участки и прочее.
В 1946 году площадь ботанического сада составляла 170 га, в том числе 90 га — лесных насаждений, 35 га — лесопитомника, 25 га — песчаных площадей. Переданные земли благодаря значительному разнообразию форм рельефа и местоположений представляли собой все типичные растительные условия Украинского Полесья: склоны обильные и пологие, обрывы, овраги, возвышения, низины, поляны, опушки, котловины, балки – все это разнообразило растительные условия территории. К тому времени Черниговский ботанический сад был единственным заведением такого типа в пределах левобережного Полесья. В его пределах насчитывалось: 480 видов дикорастущих и 720 видов декоративных растений. Территория ботсада к тому времени уже имела три отдела. А по состоянию на 1950-1955 годы, согласно «Справке о состоянии работы и направлениях на период 1950-1955 гг. Черниговского областного ботанического сада» речь уже идет о пяти основных отделах ботсада:
1. Отдел флоры и растительности (включая лесопарк и дендрарий).
2. Отдел новых и перспективных плодовых и с/х культур в составе плодового сада, виноградника, опытно-показательных и селекционных участков зерновых, огородных, бахчевых, технических, кормовых, лекарственных, почвоукрепляющих и лугопастбищных культур.
3. Отдел декоративного садоводства и цветоводства (в составе колхозного парка, розария, коллекции цветов однолетников и многолетников и цветочного семеноводства).
4. Отдел репродукционно-коллекционный (плодовые и лесодекоративные питомники).
5. Отдел закрытого грунта (оранжерея, теплицы, парник, вегетационная долина).

К 1956 году Черниговский ботанический сад в Яловщине был единственным научно-исследовательским заведением такой направленности на левобережном Полесье. Были разбиты липовая, берёзовая, рябиновая, катальповая, туевая и другие ландшафтные композиции. За 1956 год было реализовано 453 тыс. декоративных, плодово-ягодных и древовидно-кустарниковых пород. В мае 1956 года на базе Черниговского областного сада создан Черниговский городской ботанический сад.
В 1957 году ботанический сад был объединен хозяйством «Зеленбуд» города Чернигова, который впоследствии сузил деятельность ботсада. В 1970-80-е года часть ботсада была отдана под застройку.
По состоянию на 1964 год на территории ботанического сада размещались горзеленхоз и пионерский лагерь. В феврале 1964 года городской ботанический сад был трансформирован в контору зеленого хозяйства.

### Памятник природы
В урочище Яловщина был создан памятник природы местного значения, решением Черниговского облисполкома № 121 от 28 марта 1964 года с площадью 83 га.

### Парк-памятник садово-паркового искусства
Решением Черниговского облисполкома от 10 июня 1972 года памятник природы Яловщина был реорганизован в парк-памятник садово-паркового искусства с той же площадью (83 га). В тот период была начата реконструкция зелёных насаждений вдоль побережья Стрижня.

### Заказник
Подробнее см. Яловщина (заказник)
Решением Черниговского облисполкома № 164 от 28 августа 1989 года в результате уточнения характеристики территории парк-памятник садово-паркового искусства «Яловщина» был исключён из перечня территорий и объектов ПЗФ Черниговской области, а на части его площади создан одноимённый лесной заказник местного значения с площадью 7,2 га. Находился в ведении колхоза «Деснянский». Решением Черниговского облисполкома № 56 от 28.03.1992 года с площади заказника был изъят участок площадь 1 га, как такой, что не соответствует требованиям действующей квалификации. С целью сохранения в природном состоянии ценного природного комплекса, заказник площадью 6,2 га был передан из ведения Черниговского радиоприборного завода в ведение «Зеленбуд».

### Региональный ландшафтный парк
25 ноября 2011 года в Орхуском центре при Госуправлении охраны окружающей природной среды в Черниговской области по инициативе общественной организации «Аррата» состоялось заседание круглого стола «Общественность за сохранение и восстановление славы Чернигова, как зелёной жемчужины Украины». Позиция Госуправления совпадает с стремлением общественности сохранить урочище Яловщина в статусе регионального ландшафтного парка. Многочисленные проблемы, современное состояние Яловщины, её значение, как рекреационной зоны для жителей и гостей города осветили областные экологические службы, представители областных (инспекция по охране памятников археологии, Деснянское бассейновое управление водных ресурсов, проектно-поискового институт «Черниговводпроект»).
Региональный ландшафтный парк «Яловщина» был создан решением Черниговского областного совета от 28 марта 2014 года "Про створення регіонального ландшафтного парку «Ялівщина» площадью 168,7 га за счёт земель запаса коммунальной собственности Черниговского городского совета без их изъятия.
Согласно решению Черниговского областного совета от 28.01.2020 № 55-25/VI «Про изменение границ объектов природо-заповедного фонда местного значения» («Про зміну меж об’єктів природно-заповідного фонду місцевого значення»), границы парка были частично изменены без изменения его общей площади (168,7 га). Это обусловлено тем, что при разработке «Проекта землеустройства по установке границ Парка» выяснилось, что в картосхему (парка) были включены участки, которые на тот момент не были оформлены надлежащим образом и числились как земли запаса коммунальной собственности, например территории жилой застройки, гаражного кооператива. Данные участки не имеют природоохранной ценности. Таким образом была изменена конфигурация земельного участка парка, путём изъятия указанных земельных участков (площадь 3,88 га) и расширения проектных границ парка на юг вдоль реки Стрижень (площадь 3,88 га) — русло реки и её прибрежная защитная полоса — за счёт земель Черниговского городского совета.

## Описание
Бо́льшая часть регионального ландшафтного парка занимает левый берег реки Стрижень — каскада двух прудов Яловщина-2 и Яловщина-1 — от улицы Курсанта Еськова на севере до застройки улиц Алексея Сенюка (Грибоедова) и Куренёвка (Фикселя) на юге, на востоке простирается до садово-дачных участков, усадебной застройки (например, Тополиной и Ветеринарной улиц) и нежилой застройки (проспектов Михаила Грушевского и Левка Лукьяненко). Также в региональный ландшафтный парк входят акватории двух прудов Яловщина-2 и Яловщина-1 общей площадью 35,3 га, правобережная прибрежная полоса прудов, русло реки Стрижень длиной 1,2 км (от проспекта Левка Лукьяненко до дома № 92 Гончей улицы) с прибрежной полосой.
Границы парка перенесены в натуру в мае 2016 года. У входов в парк есть информационные щиты-указатели.
|                                                                                         |                                                                                      | |
| пруд Яловщина-2; на заднем плане — левый берег реки Стрижень и северная часть лесопарка | пруд Яловщина-1; на заднем плане — левый берег реки Стрижень и южная часть лесопарка | восточная часть одной из заповедных зон и заказника Яловщина — сосновый лес с участием клёна ясенелистного и робинии ложноакациевой |

При этом в границах парка есть 18 участков, не входящих в его состав (например агробиостанция, территория бывшего тепличного хозяйства «Квіти Чернігова») — 34 земельных участка общей площадью около 32 га. В разные годы отдельные участки в пределах урочища «Яловщина» были предоставлены в частную собственность для организации садовых обществ, переданы в постоянное пользование различным учреждениям и организациям, предоставленные в аренду. Участки используются по целевому назначению: для ведения садоводства, огородничества, строительства и обслуживания жилого дома, хозяйственных построек и сооружений (приусадебный участок), водозабор, ведение научно-исследовательской работы по биологии и экологии и т.д. В частности здесь размещаются земельные участки предоставленные Черниговской городской больнице № 3, Черниговскому областному научному лицею Черниговского облсовета, Национальному университету «Черниговский коллегиум» имени Т. Г. Шевченко.
По данным Проекта землеустройства земельный участок, на котором расположен РЛП, относится к категории «земли природно-заповедного фонда и другого природоохранного назначения». Кроме того, часть территории РЛП, на которой расположены объекты культурного наследия, относится к категории «земли историко-культурного назначения», часть — к «землям водного фонда» — участки, занятые рекой Стержень и прибрежными защитными полосами.
Режимообразующие объекты на территории регионального ландшафтного парка:
1. прибрежная защитная полоса реки Стрижень 33,3505 га
2. третья охранная зона на левом берегу реки Стрижень (зона охраны памятников культурного наследия) 21,5636 га
3. памятник археологии национального значения Городище «Яловщина» и его охранная зона 1,9690 га
4. памятник археологии местного значения Поселение «Яловщина» и его охранная зона 15,9006 га;
5. памятник археологии местного значения Поселение «Александровка-1» и его охранная зона 5,4819 га;
6. памятник археологии местного значения Поселение «Яловщина-1» и его охранная зона 10,6895 га;
7. памятник археологии местного значения Поселение «Яловщина-3» и его охранная зона 12,2867 га;
8. памятник археологии местного значения Поселение «Яловщина-2» и его охранная зона 0,4139 га;
9. памятник археологии местного значения Поселение «Стрижень-1» и его охранная зона 0,6644 га;
10. памятник археологии местного значения Поселение «Яловщина-4» и его охранная зона 0,4888 га;
11. памятник археологии местного значения Поселение «Пески» и его охранная зона 1,5837 га.

### Зонирование
Функциональное зонирование территории регионального ландшафтного парка:
1. заповедная зона 18,85 га (11,7%)
2. зона регулируемой рекреации 94,443 га (55,45%)
3. зона стационарной рекреации 0,078 га (0,05%)
4. хозяйственная зона 55,3344 га (32,8%)

Заповедная зона парка представлена 10 отдельно расположенными участками, например, в одном из таких расположен памятник археологии национального значения городище «Яловщина», в другом — заказник Яловщина. Хозяйственная зона также представлена несколькими отдельно расположенными участками, например, территория кладбища, участок южнее проспекта Левка Лукьяненко и до границ парка. Зона стационарной рекреации представлена одним участком — левый берег пруда Яловщина-2 возле плотины.

### Ландшафт
Территория парка занимает левобережную часть речной долины Стрижня с частью плакора (приводораздельной поверхности). Ландшафт левого берега возвышенный, местами обрывистый, волнистый, расчленённый оврагами и балками, правый берег — пологий. Общий уклон поверхности — с востока на запад. Разнообразят поверхность парка песчаные холмы моренно-ледникового происхождения. Протекают безымянные ручьи, впадающие в реку Стрижень. Лесопарк имеет только одну асфальтированную дорогу (улица Яловщина (Жуковского) длиной 0,98 км) — пролегает от проспекта Левка Лукьяненко на северо-запад вглубь парка, вдоль которой установлены информационные стенды-указатели. Кроме того, в южной части парка с востока на запад пролегает проспект Левка Лукьяненко (улица 77 Гвардейской дивизии).
Абсолютные высоты колеблются в пределах от 111 до 160 м над уровнем моря; самые низкие высотные уровни парка приурочены к побережью русловых прудов, созданных на реке Стрижень (здесь абсолютные высоты колеблются в пределах 111-137 м над уровнем моря; наибольшие абсолютные высоты тянутся в виде холмов с севера на юг в центрально-восточной части территории (здесь абсолютные высоты) увеличиваются до 135-160 м. Далее к востоку вся поверхность парка от севера до юга снижается до 133-145 м в сторону реки Замглай. Территория парка представляет собой холмистую местность с самой высокой центральной субмеридиональной полосой и склонами на запад к руслу реки Стрижень и восточнее.

### Инфраструктура
Среди постоянных форм инфраструктурного эколого-образовательного обустройства на территории парка есть только эколого-образовательные тропы — «Лесная сказка» («Лісова казка») и «Чудомир природы Яловщины» («Дивосвіт природи Ялівщини»). Для каждого экскурсионного маршрута и каждой эколого-образовательной тропы разработано информационное описание.
Маршрут «Лесная сказка» имеет длину 1 км, длительность прохождения — 1 час, оптимальное количество экскурсантов — 10-15 человек. Состоит из 10 остановок («Лісова казка», «Територія Ялівщини в минулому», «Сосна звичайна», «Лісові породи парку», « Флора», «Птахи Ялівщини», «Тварини парку», «Земноводні», «Гриби наших лісів», «Будь природі другом»).
Маршрут «Чудомир природы Яловщины» имеет длину 2 км, длительность прохождения — 1-1,5 часа. Состоит из 14 остановок («Береза бородавчата – краса і біль «Ялівщини», «Робінія псевдоакація – колюча іноземка», «Галявина з катальпою бігнонієвидною», «Під тінню липової алеї», «Деревний компас», «Коркове дерево та кладрастіс жовтий – північно-американські та далекосхідні екзоти», «Чагарники «Ялівщини», «Галявина з екзотами та інтродуцентами», «Берег річки Стрижень», «Рослини найглибшого яру Ялівщини»,  «Ялівщина» – урочище соснове», «Черемхи «Ялівщини», «Діброва – високоенергетичне місце»,  «Величні дерева горіха маньчжурського»).
Транспорт: троллейбус № 10, 11 — остановка Яловщина по проспекту Левка Лукьяненко (улице 77 Гвардейской дивизии).

## Природа
Процессы формирования фитокомплексов территории Яловщины происходили естественным (природным) и искусственным путями на протяжении 20 века. Важной составляющей территории парка выступает дендрофлора бывшего Черниговского областного ботанического сада, функционирующего в 1946-1964 годы. В основе структуры территории парка выступают сообщества лесной растительности, прибрежно-водные и водные сообщества. В природные лесные участки парка включены интродуценты дальневосточной и североамериканской флор.
Большая часть территории парка покрыта лесной и кустарниковой растительностью, кроме того около 35 га занимают водоёмы (два пруда на реке Стрижень).  В растительном покрове территории парка преобладают сосновые леса злаковые, частично зеленомоховые, березняки, встречаются фрагментарно участки смешанных лесов (субборов), по оврагам и склонам холмов — тополевые и осиновые леса. Территория парка отличается довольно значительным биоразнообразием, наличием редких видов растений и животных. В границах парка присутствуют ценные участки сосновых и берёзово-сосновых лесов с рядом редких видов растений.
На территории РЛП «Яловщина» встречается 24 раритетных вида растений, из 17 семейств. Из «Красной книги Украины» здесь есть популяции 6 видов растений, принадлежащих к 4 семействам. Растения представляют лесную и опушечную группы, составляющие основную экосистемную ценность парка. Определенную биотическую ценность имеют прибрежные и водные сообщества, среди которых сообщества осоки охраняются в Европе.
В пределах территории парка было идентифицировано 8 видов насекомых, 1 вид рыб, 7 видов земноводных, 3 вида пресмыкающихся, 50 видов птиц и 8 видов млекопитающих, охраняемых как на уровне украинского законодательства, так и на уровне международных конвенций. Такие количественные показатели по раритетной фауне парка указывают на важность сохранения его природных комплексов.

### Флора
Флора Яловщины насчитывает 460 видов сосудистых растений, из 86 семейства. Дендрофлора (древесные растения) Яловщины насчитывает 101 вид сосудистых растений (в т.ч. 32 местных вида), из 31 семейства и 50 родов. Имеет один из наибольших показателей видового разнообразия среди парковых территорий города. В определённой степени отражает региональные особенности Левобережного Полесья. Основу древостоя составляют 69 интродуцированных видов. Но преобладающими численно являются виды аборигенной группы растений — объясняется удачным и своеобразным сочетанием на отдельных площадях паркового ландшафта с лесными видами или с участием видов лесной группы.
Наибольшее видовое разнообразие флоры парка имеют такие семейства, как Астровые (Asteraceae) — 64 вида, Злаки (Poaceae) — 40, Розовые (Rosaceae) — 37, Бобовые (Fabaceae) — 21, Яснотковые (Lamiaceae) — 18, Гречишные (Polygonaceae) — 16. Здесь выделены комплексы: хвойных и смешанных лесов, лугов, водно-болотных угодий.
Растительность территории современного парка сформировалась на основе участков разноуровневого ценотического состава в пойме и левобережной надпойменной террасе реки Стрижень. Здесь лесоразведение происходило естественным образом и искусственным путем в течение 20 века. В основе территории выступают сообщества лесной растительности. По количественным показателям на территории парка преобладают хвойные и смешанные леса из сосны обыкновенной (Pinus sylvestris), клёна остролистного (Acer platanoides), берёзы повислой (Betula pendula), робинии ложноакациевой (Robinia pseudoacacia), дуба черешчатого (Quercus robur), липы сердцевидной (Tilia cordata).
В растительном покрове парка преобладает лесная растительность: сосновые леса злаковые, частично зеленомоховые. Березовые леса в плакорных условиях встречаются реже. Участки субборовых лесов присущи оврагам и склонам холмов. Тополево-ивовые и осиновые леса встречаются в пределах поймы реки Стрижень. Другие типы растительности — прибрежно-водная, водная, луговая и синантропная имеют фрагментарное распространение на территории парка.
Среди сосновых лесов здесь преобладают средневековые культуры, на незначительной площади встречаются старые природные участки, представленные сообществами сосняков злаковых, фрагментарно зеленомоховых, при участии в травяном ярусе ряда злаков: полевицы тонкой (Agrostis tenuis), вейника наземного (Calamagróstis epigéjos), пырея ползучего (Elytrigia repens), что обусловлено значительной антропогенной нагрузкой. На небольших площадях встречаются фрагментарно ценозы ассоциации Ріnеtum pteridiosum (aquilini) (сосновый лес с подлеском орляка обыкновенного), а на отдельных природных сосновых участках наблюдается вторжение интродуцированной здесь робинии ложноакациевой (Robinia pseudoacacia).
Дубово-сосновые участки лесов на территории парка встречаются фрагментарно. Древостой составлен из сосны обыкновенной (Pinus sylvestris) (20-22 м) II бонитета и дуба черешчатого (Quercus robur) (16-18 м) III-IV бонитетов. В подросте частыми являются клён остролистный (Acer platanoides) и дуб красный (Quercus rubra). Кустарниковый ярус (0,2–0,3 м) образован лещиной обыкновенной (Corylus avellana) и в меньшей степени — с крушиной ломкой (Frangula alnus), бересклетом бородавчатым (Euonymus verrucosus) и бересклетом европейским (Euonymus europaeus). Активно распространяется в этих лесах черемуха поздняя (Padus serotina) и девичий виноград пятилисточковый (Parthenocissus inserta). Травостой этих лесов разрежен (25–30 %), здесь наибольшее распространение получили недотрога мелкоцветная (Impatiens parviflora) с участием купыри лесной (Anthríscus sylvéstris), сныти обыкновенной (Aegopódium podagrária), гравилата городского (Geum urbanum), крапивы двудомной (Urtíca dióica). Также здесь отмечены такие типичные лесные виды как коротконожка лесная (Brachypodium sylvaticum), купена многоцветковая (Polygonatum multiflorum), звездчатка ланцетовидная (Stellaria holostea). На участках дубовых, суборевых и березовых лесов были отмечены 2 вида орхидных (любка двулистная Platanthéra bifólia, дремлик широколистный Epipáctis helleboríne), занесённые в «Красную книгу Украины».
Березняки, принадлежащие к формации Betuleta pendulae (берёза повислая), сформировались на месте боров и приурочены к дерново-подзолистым песчаным почвам с разным увлажнением. Наивысшее участие деревьев и кустов обнаружено в составе ассоциаций Betuletum coryloso-dryopteriosum (березняк лещиново-щитовниковый) и Betuletum pteridiosum (березняк орляковый). Кустарниковый ярус этих лесов образуют лещина обыкновенная (Corulus avellana), крушина ломкая (Frangula alnus), рябина обыкновенная (Sorbus aucuparia), кизил кроваво-красный (свидина) (Cornus sanguinea). В этих лесах имеются синузии барвинка малого (Vinca minor). В травяном ярусе с определенным постоянством отмечены злаки и осоки — полевица тонкая (Agrostis tenuis), ежа сборная (Dactylis glomerata), вейник наземный (Calamagrostis epigeios), осока мохнатая (Carex hirta), а также элементы лесного разнотравья — репешок обыкновенный (Agrimonia eupatoria, колокольчик персиколистный (Campanula persicifolia), земляника зелёная (Fragaria viridis), ястребинка зонтичная (Hieracium umbellatum), горичник горный (Peucedanum oreoselinum), черноголовка обыкновенная (Prunella vulgaris), орляк обыкновенный (Pteridium aquilinum), мелколепестник однолетний (Stenactis annua), Тимьян ползучий (Thymus serpyllum).
Липово-кленовые леса встречаются в урочище Городище (территория памятника археологии городище Яловщина). Они отличаются незначительным присутствием других видов деревьев и кустов. Здесь доминирует липа сердцевидная, к которой в подросте примешивается клен остролистный. Здесь одиноко растут
сосна обыкновенная, берёза повислая, черемуха поздняя, бузина чёрная (Sambucus nigra). В травяном ярусе с определенным постоянством встречаются герань Роберта (Geranium robertianum), недотрога мелкоцветковая, крапива двудомная, купена аптечная (Polygonatum odoratum), чистотел большой.
Искусственные насаждения — сообщества робинии ложноакациевой (Robinieta pseudoacaciae) — отличаются обедненной ценотической структурой и видовым составом древесных растений. Здесь присутствуют виды с высокой степенью инвазионной способности — клён ясенелистный (Acer negundo) и вяз малый (Ulmus minor) и другие. Характерными видами этих сообществ являются синантропы – чистотел большой (Chelidonium majus), белокудренник чёрный (Ballota nigra), гравилат городской (Geum urbanum), мелколепестник канадский (Erigeron canadensis) и другие.
Отдельные изменения состава условно природных ценозов парка наблюдаются в результате натурализации и частичного вторжения клёна ясенелистного (Acer negundo), робинии ложноакациевой (Robinieta pseudoacaciae), черёмухи поздней (Padus serotina), девичьего винограда прикреплённого (Parthenocissus inserta) и других в сосновые, дубово-сосновые и берёзово-сосновые леса.
Тополевые леса (сообщества формации Populeta nigrae — чёрнотополевые леса) в пределах парка имеют ленточное распространение, встречаются фрагментами и характеризуются однообразием древесного и кустарникового ярусов. В последнем некоторых ценозах значительное участие таких интродуцентов, как: аморфа кустарниковая (Amorpha fruticosa) и пузыреплодник калинолистный (Physocarpus opulifolia). Наибольшее ценотическое и видовое разнообразие (деревьев и кустов) обнаружено в формации осины Populeta tremulae (осина обыкновенная) с травяным покровом из злаков (полевица тонкая Agrostis tenuis) с участием видов клевер пашенный (Trifolium arvense), лапчатка серебристая (Potentilla argentea), репешок обыкновенный (Agrimonia eupatoria).
В отдельных местах парка на незначительной площади возведены синантропные сообщества плевела многолетнего (Lolium perenne) и многоцветковой при участии золотарника канадского (Solidago canadensis).
По пойме реки Стрижень встречаются очаги пойменных лугов. Здесь отмечены вейниковые (Calamagrostideta epigeioris — вейник наземный), пырейные (Elytrigieta repentis — пырей ползучий) и лугомятликовые (Poeta pratensis — мятлик луговой) формации лугов. В составе их произрастают типичные луговые виды — полевица побегоносная (Agrostis stolonifera), ежа сборная (Dactylis glomerata), Тимофеевка луговая (Phleum pratense), тысячелистник обыкновенный (Achillea millefolium), василёк луговой (Centaurea jacea), лапчатка ползучая (Potentilla reptans), клевер луговой (Trifolium pratense).
По побережью реки распространение получили прибрежно-водные сообщества, которые образованы такими видами, как тростник обыкновенный (Phragmites australis), рогоз узколистный (Typha angustifolia), рогоз широколистный (Typha latifolia), осока острая (Carex acuta), манник большой (Glyceria maxima), овсяница тростниковая (Festuca arundinacea) и прочие. В их составе отмечены типичные мезо- и гигрофиты — частуха обыкновенная (Alisma plantago aquatica), сусак зонтичный (Butomus umbellatus), кипрей волосистый (Epilobium hirsutum), посконник коноплёвый (Eupatorium cannabinum), зюзник европейский (Lycopus europaeus), Аргентина гусиная (Potentilla anserina), щавель прибрежный (Rumex hydrolapathum), вероника ложноключевая (Veronica anagalloides).
Водяная растительность представлена сообществами роголистника погружённого (Ceratophyllum demersum) и урути колосистой (Myriophyllum spicatum).
В малопосещаемых местах парка (преимущественно в его северной части) сохранился ряд видов папоротниковидных (папоротник мужской Dryopteris filix-mas, папоротник женский Athyrium filix-femina, щитовник расширенный Dryopteris dilatata, орляк обыкновенный Pteridium aquilinum), из них ценными являются 10 видов, в частности популяции голокучника обыкновенного (Gymnocarpium dryopteris) и многорядника шиповатого (Polystichum aculeatum), которые отнесены к перечню видов региональной охраны в Черниговской области.
На участках дубовых, субборовых и березовых лесов встречаются небольшие популяции 2 видов орхидных (любка двулистая Platanthera bifolia, дремлик широколистный Epipactis helleborine), которые занесены в «Красную книгу Украины».
В природные лесные участки парка включены интродуценты дальневосточной и североамериканской флор, что создает определенные особенности в
дальнейшем существовании этих экосистем. Среди них наиболее ценны старые деревья бархата амурского (Phellodendron amurense), гледичии трехколючковой (Gleditsia triacanthos), катальпы бегнониевидной (Catalpa bignonioides), черемухи Маака (Prunus maackii), ореха манчжурского (Juglans mandshurica), туи западной (Thuja occidentalis) и ряда других. С кустарниковых пород здесь присутствуют такие виды как краснокнижная сирень венгерская (Syringa josikaea), аралия высокая (Aralia elata), птелея трёхлистная (Ptelea trifoliata), ряд видов рода спирея, сирень обыкновенная (Syringa vulgaris); из лиан — виноград амурский (Vitis amurensis), жимолость каприфоль (Lonicera caprifolium), ломонос прямой (Clematis recta) и другие.

### Фауна
Здесь встречается более 50 видов хребетных. Фауна представлена доминирующими типичными лесными и синантропными видами, частично водно-болотными видами.